# Macromia annulata
Macromia annulata – gatunek ważki z rodziny Macromiidae. Występuje na terenie Ameryki Północnej i Ameryki Środkowej.